# David Elazar
David "Dado" Elazar (en hebreu: דוד אלעזר ; 27 d'agost de 1925 - 15 d'abril de 1976) va ser un oficial militar Israelià d'alt rang que va ser el novè Cap d'Estat Major de les Forces de Defensa d'Israel (FDI), servint en aquest càrrec de 1972 a 1974. Va ser obligat a dimitir després de la Guerra del Yom Kippur.

## Biografia
David (Dado) Elazar va néixer a Sarajevo, Iugoslàvia , en una família d'ascendència sefardita. Va emigrar a Israel el 1940 amb el programa Youth Aliyah i es va establir al quibuts Ein Shemer. Aviat es va unir al Palmach i va lluitar en moltes batalles importants durant la Guerra Àrab-Israeliana de 1948, inclosa la batalla del Monestir de Sant Simó a Jerusalem. Com a soldat, va ascendir de rang, i finalment va servir com a comandant del famós Batalló HaPortzim de la Brigada Harel.

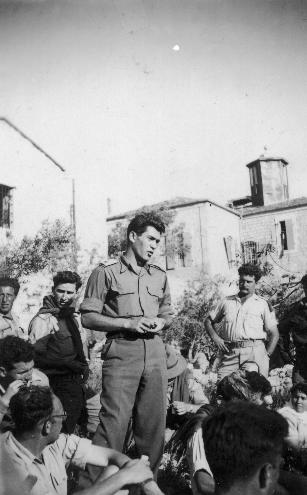
David Elazar dirigint-se als membres de la Brigada Harel. 1948. Rafael Eitan dempeus a l'esquerra.

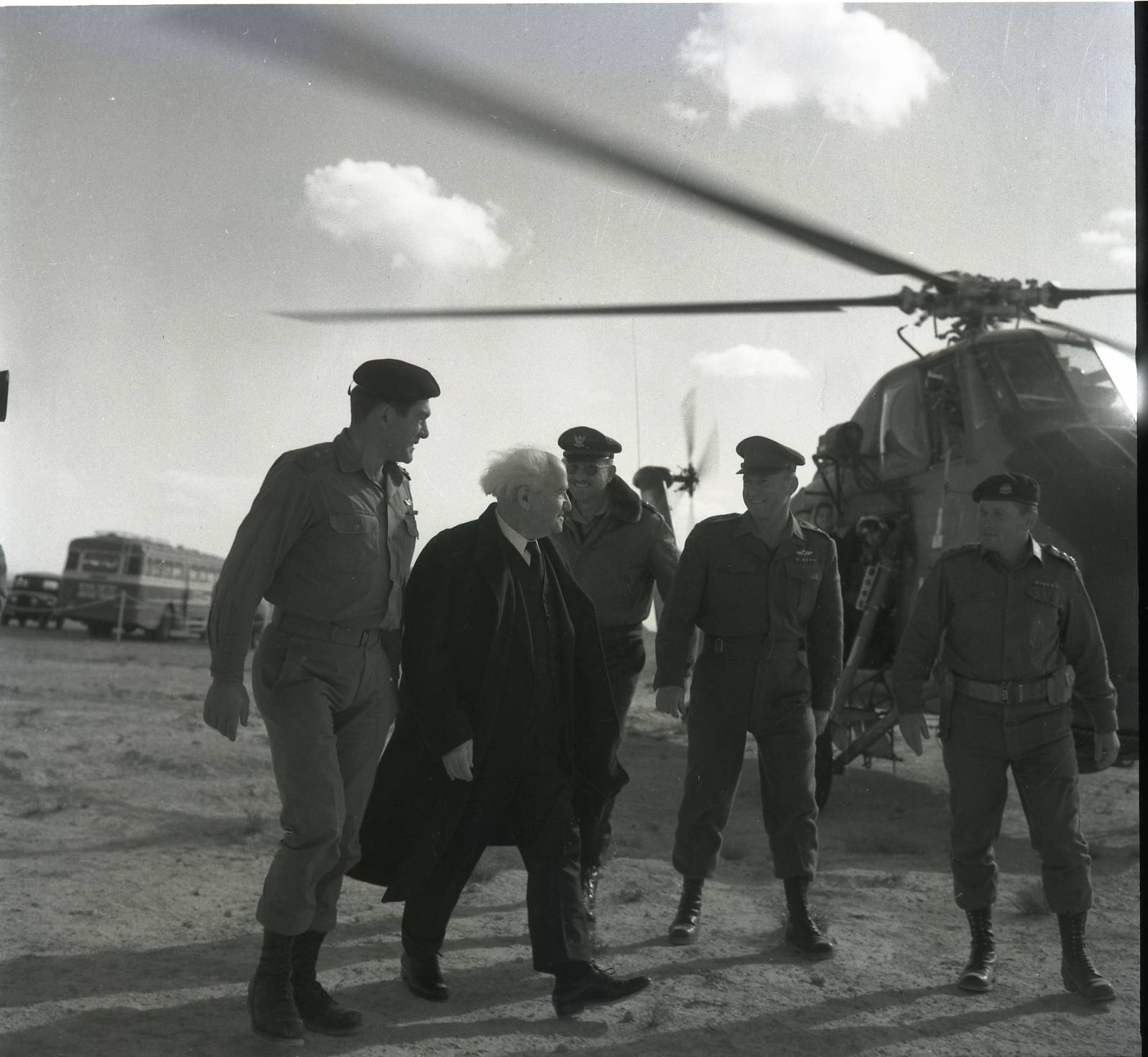
David Elazar a la dreta de David Ben-Gurion i altres oficials, 1962.

Elazar va romandre a l'exèrcit després de la guerra, transferint-se al cos blindat després de la campanya del Sinaí de 1956. Va servir com a ajudant del comandant del cos, Haim Bar Lev, que va assumir el comandament del cos blindat el 1961. Va romandre en aquest càrrec fins al 1964, quan va ser nomenat Cap del Comandament del Nord, un càrrec que va ocupar fins al 1969. Durant la Guerra dels Sis Dies de 1967 va ser un defensor crucial de l'ocupació dels estratègics Alts del Golan, que aleshores formaven part de Síria, i va supervisar la captura en només dos dies.
Després de la guerra, Elazar va exercir com a cap d'operacions de l'estat major. L'1 de gener de 1972 va ser nomenat cap d'estat major.

### Cap de l'Estat Major General
Els primers mesos del seu mandat els va dedicar a la lluita contra el terrorisme. El 30 de maig, l'Exèrcit Roig Japonès va matar 25 civils i en va ferir 71 més en un atac a l'aeroport de Lod, el principal centre de transport d'Israel. El 5 de setembre d'aquell any, un altre grup va atacar atletes israelians als Jocs Olímpics d'estiu de 1972 a Munic. L'atac es va conèixer com la Massacre de Munic. En resposta a aquests atacs, Elazar va ordenar el que fins aleshores havia estat l'atac més gran contra bases palestines a Síria i el Líban. Tres avions sirians van ser abatuts i desenes de fedaïns van morir en una barrera d'artilleria pesada. A l'operació Primavera de la Joventut, que va tenir lloc la nit del 9 al 10 d'abril de 1973, desenes de palestins més, inclosos diversos líders palestins clau, van ser abatuts a Beirut per les FDI.
Una de les decisions preses per Elazar durant el seu mandat va ser l'ordre d'abatre un avió de passatgers libi que es va desviar a l'espai aeri israelià i que se sospitava que estava en missió terrorista quan no va respondre. L'avió va ser abatut per la Força Aèria Israeliana sobre la península del Sinaí sota ordres directes d'Elazar, matant més de 100 civils. Només més tard es va descobrir que es tractava d'un avió civil que havia comès un error de navegació.
El 27 de maig de 1973, les FDI van anunciar l'estat d'emergència i es van cridar a les tropes de reserva en resposta a un moviment de tropes egípcies. L'estat d'emergència es va cancel·lar quan va quedar clar que només es tractava d'un exercici. Aquest esdeveniment va tenir un impacte important en l'Estat Major, ja que els va fer creure que les forces egípcies no es preparaven per a la guerra, més tard aquell mateix any, en Yom Kippur. Després de la guerra, però, va quedar clar que aquestes freqüents maniobres dutes a terme pels egipcis formaven part d'una elaborada estratagema destinada a induir la complaença als israelians pel que fa a les veritables intencions dels moviments de tropes egípcies en el moment en què va tenir lloc l'atac real.
El 13 de setembre, Israel va abatre tretze avions de combat sirians, que havien intentat abatre avions israelians.

### La Guerra del Yom Kippur

#### Esdeveniments que van conduir a la guerra
El 1957, Israel es va veure obligat, sota la pressió americana, a retirar-se del Sinaí, que havia ocupat des que havia atacat Egipte l'any anterior. El tancament de l'estret de Tiran als vaixells israelians pel president egipci Gamal Abdel Nasser el 1967 va ser una de les principals causes de la guerra de 1967, durant la qual Israel va tornar a ocupar la península del Sinaí. A les 4 del matí del dia de Yom Kippur, el cap del Mossad, Zvi Zamir, va donar un avís inequívoc al primer ministre, al ministre de Defensa, al cap de l'Estat Major i a altres funcionaris: "Avui esclatarà la guerra". Elazar es va reunir amb el ministre de Defensa, Moixé Dayan, a les 6 del matí, i va exigir la mobilització total, un atac preventiu a Síria i vols fotogràfics amb avions no tripulats a través del canal. A causa de la forta cobertura de núvols al Golan, es va planejar un atac preventiu no contra la xarxa de míssils antiaeris sirians, sinó contra els aeròdroms sirians. Moixé Dayan va rebutjar un atac preventiu i vols de reconeixement per por de perdre el suport americà en cas que Israel fos el primer a llançar una guerra. Dayan no va aprovar la mobilització completa de les reserves, però sí la mobilització d'una divisió al sud i una divisió al nord i la reserva de la Força Aèria.
A les 9 del matí es va celebrar una discussió presidida per la primera ministra Golda Meïr amb membres de la cuina, el cap d'estat major, el cap d'intel·ligència militar i el cap del Mossad. En la discussió, Golda Meïr va acceptar la posició d'Elazar pel que fa a la mobilització completa que exigia, però d'altra banda, l'opinió de Moixé Dayan sobre els altres dos temes i no va aprovar un atac preventiu i un vol de reconeixement. L'1 d'octubre de 1973, els exèrcits d'Egipte i Síria van ser posats en alerta. A causa d'una avaluació d'intel·ligència errònia i de males decisions de l'exèrcit israelià, les FDI van respondre només amb mesures limitades, es van cridar a files poques unitats de reserva i es va determinar que la guerra era "improbable". A primera hora del 6 d'octubre (en Yom Kippur, la festa jueva més sagrada), Elazar finalment es va convèncer que la guerra esclataria aquell mateix dia, tot i que el cap d'intel·ligència militar, el general de divisió Eli Zeira, i el ministre de Defensa Moixé Dayan encara creien que això era molt improbable. La condemna de Dayan va tenir dues conseqüències importants:
1. Dayan es va negar a aprovar la sol·licitud d'Elazar d'una convocatòria general de les reserves[11] (Elazar, tanmateix, finalment va decidir de manera independent una convocatòria limitada, a partir del 5 d'octubre).
2. Dayan es va negar a aprovar la recomanació d'Elazar que les FDI participés en un atac aeri preventiu, previst per a les 11:00 del matí de Yom Kippur (la força aèria estava preparada per a l'atac, però els seus avions mai van enlairar-se).

#### La guerra
A les 14:00 del dia de Yom Kippur, els exèrcits d'Egipte i Síria van llançar un atac coordinat contra Israel. En molts sentits, això va ser una sorpresa per a les FDI i el seu comandament.
Després d'una sèrie de batalles ferotges per bloquejar els exèrcits invasors, una contraofensiva fallida al Sinaí i greus pèrdues tant de la força aèria com de les tropes terrestres d'Israel, la incursió finalment es va aturar. L'11 d'octubre, els combats al nord van ser rebutjats a través de la frontera siriana, i el 16 d'octubre, les tropes israelianes van creuar el Canal de Suez sota el comandament del general Ariel Sharon.
En els primers dies dels combats, Elazar va ser un dels pocs comandants israelians que va aconseguir mantenir la calma i fins i tot mantenir una visió optimista de cap a on es dirigien els esdeveniments. Això contrastava especialment amb els líders polítics, sobretot amb Moixé Dayan, que parlava de la "destrucció de la Tercera Mancomunitat Jueva". Al mateix temps, la guerra va posar de manifest fortes diferències personals entre els alts comandaments militars, particularment al Front Sud. En un moment dels combats, Elazar es va veure obligat a substituir el Cap del  Comandament del Sud, el general de Divisió Shmuel Gonen (conegut com a "Gorodish"), per l'excap de l'Estat Major General Haim Bar-Lev. També va demanar l'ajuda dels generals Rehavam Zeevi i Aharon Yariv, tots dos recentment retirats de les FDI, com a assessors especials.
Al final de la guerra, les FDI havien penetrat profundament en territori sirià. El Mont Hermon, que havia estat pres d'Israel a l'inici de la guerra, va tornar al control israelià. Al front sud, el Tercer Exèrcit egipci estava envoltat al Sinaí, i les tropes israelianes havien ocupat el sector sud de la riba oest del Canal de Suez lluitant amb les tàctiques poc convencionals del general Ariel Sharon. No obstant això, malgrat aquests èxits militars, Israel va pagar cares en baixes. Els egipcis encara mantenien part del territori a l'est del canal, i cap de les principals ciutats va ser capturada. Tot i que Suez va ser assetjada, la batalla de Suez va ser finalment un fracàs israelià, que va costar 80 soldats de les FDI morts, 120 ferits i 40 tancs destruïts.

#### Les conseqüències
L'alta taxa de baixes i el fet que Israel va ser enxampat desprevingut, tant pel que fa a la intel·ligència com a les operacions, va provocar una onada de protestes públiques a tot el país.
El 21 de novembre, tan bon punt va acabar la guerra, es va crear la Comissió Agranat per investigar per què les FDI estaven tan mal preparades per a la guerra. La comissió es va reunir durant diversos mesos. Va celebrar 140 sessions i va escoltar desenes de testimonis abans de publicar el seu informe provisional l'1 d'abril de 1974, demanant que Elazar fos destituït com a Cap d'Estat Major. L'informe afirmava que "Elazar té la responsabilitat personal de l'avaluació de la situació i la preparació de les FDI". Va trobar que tenia una confiança excessiva en la capacitat de les FDI per contenir els atacs egipcis i sirians, i el va criticar per no visitar les línies del front per consultar amb els comandants de camp. La comissió va recomanar que fos destituït del seu càrrec juntament amb el cap d'intel·ligència militar Eli Zeira. La Comissió també va trobar responsable el Cap d'Estat Major David Elazar, però es va negar a donar una opinió sobre la responsabilitat del Ministre de Defensa Moixé Dayan, argumentant que això estava fora de les seves competències.
Elazar va presentar immediatament la seva dimissió al govern, al·legant que havia estat maltractat, sobretot perquè l'informe no suggeria sancions contra els líders polítics del país, argumentant que havia estat culpat erròniament per assumptes que havien estat responsabilitat del govern, en particular del ministre de Defensa Moixé Dayan. També es va queixar que les seves accions durant la guerra mai no es van tenir en compte, assenyalant que l'informe l'havia considerat responsable dels primers fracassos de la guerra, però no li donava crèdit per la posterior recuperació i contraofensiva que van deixar Israel en una posició avantatjosa al final de la guerra. A la seva carta de dimissió, Elazar va escriure:
| « | No és feina del cap d'estat major supervisar tots els detalls tàctics. Testifico que, com a comandant del Front Nord el 1967, vaig presentar un pla general al cap d'estat major i no vaig rebre plans detallats... No puc comprendre per què la comissió va pensar que jo hauria d'haver conclòs que les reserves s'havien de convocar el 5 d'octubre, i tot i així el ministre de Defensa no podria haver arribat a la mateixa conclusió, mentre que teníem exactament la mateixa informació i no hi havia ningú a l'estat major que pensés o suggerís que es convoqués la reserva. | » |

Elazar va rebre una àmplia simpatia pública, i molts israelians el van veure com un boc expiatori. Després de retirar-se de les FDI, Elazar es va convertir en director gerent de Zim Integrated Shipping Services.

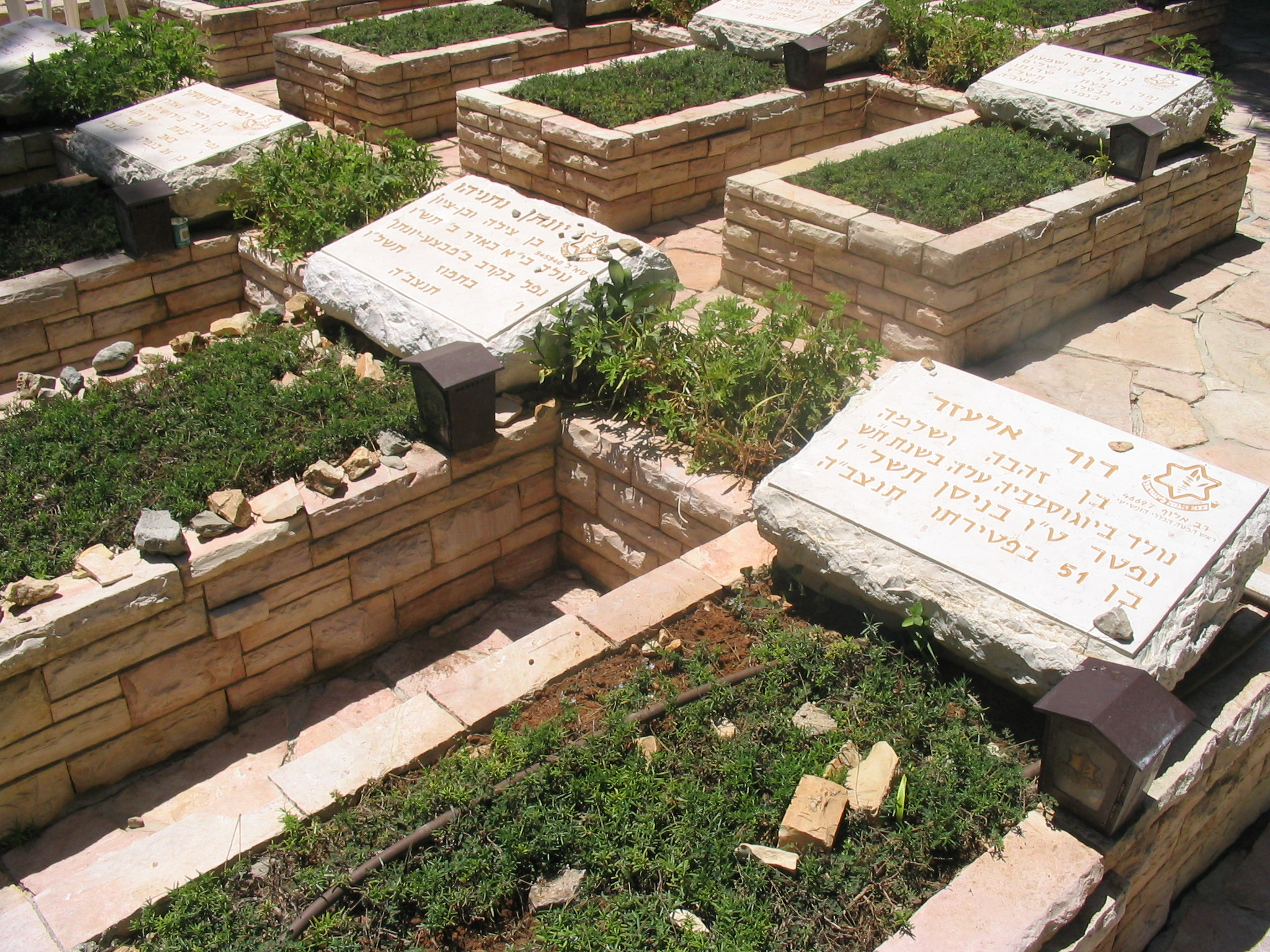
La tomba d'Elazar al mont Herzl

El 15 d'abril de 1976 va morir d'un atac de cor mentre nedava en una piscina prop de casa seva a Tel Aviv. Està enterrat al Mont Herzl, a Jerusalem.

## Llegat
David Elazar, conegut popularment com a "Dado", continua sent una figura controvertida a Israel fins al dia d'avui. La conclusió de la Comissió Agranat que ell era personalment responsable de la manca de preparació per a la guerra no va ser plenament acceptada pel públic. El consens actual sosté que Elazar va ser un líder de guerra extremadament capaç que va mantenir la calma en una situació de crisi i va prendre les decisions estratègiques correctes.
El general israelià Aviezer Ya'ari, cap del departament d'investigació de les FDI, atribueix dues decisions específiques preses per Elazar relativament aviat en els combats com a crucials per aconseguir l'eventual victòria tàctica d'Israel a la guerra, malgrat els importants revessos que va patir inicialment. Una va ser la decisió d'Elazar de traslladar les forces de reserva divisionals que es mantenien davant de la frontera jordana en cas que Jordània entrés a la guerra al sector dels Alts del Golan. Aquestes forces van resultar fonamentals primer per aturar el ràpid avanç dels sirians i després capgirar el curs de la batalla en contra seva. La segona va ser la seva decisió, malgrat les vigoroses objeccions dels seus generals de camp, d'ajornar nous contraatacs al Sinaí fins que els egipcis, que s'havien atrinxerat en posicions defensives al llarg de la riba est del Canal de Suez, comencessin un impuls ofensiu cap a l'est des d'aquestes posicions. Això va conduir a la Batalla del Sinaí, que es va lliurar en termes més adequats a les tàctiques israelianes i que van guanyar decisivament, debilitant així la resistència egípcia en general i facilitant una contraofensiva molt disputada però finalment reeixida que va permetre a les FDI creuar el Canal de Suez i atrapar la major part del Tercer Exèrcit Egipci a la seva riba oriental al final de la guerra.